# Emil Strauß (Journalist)
Emil Strauß  (* 17. April 1889 in Prag; † 12. Dezember 1942 im KZ Auschwitz) war ein österreichisch-tschechischer Journalist, Politiker und Historiker.

## Leben

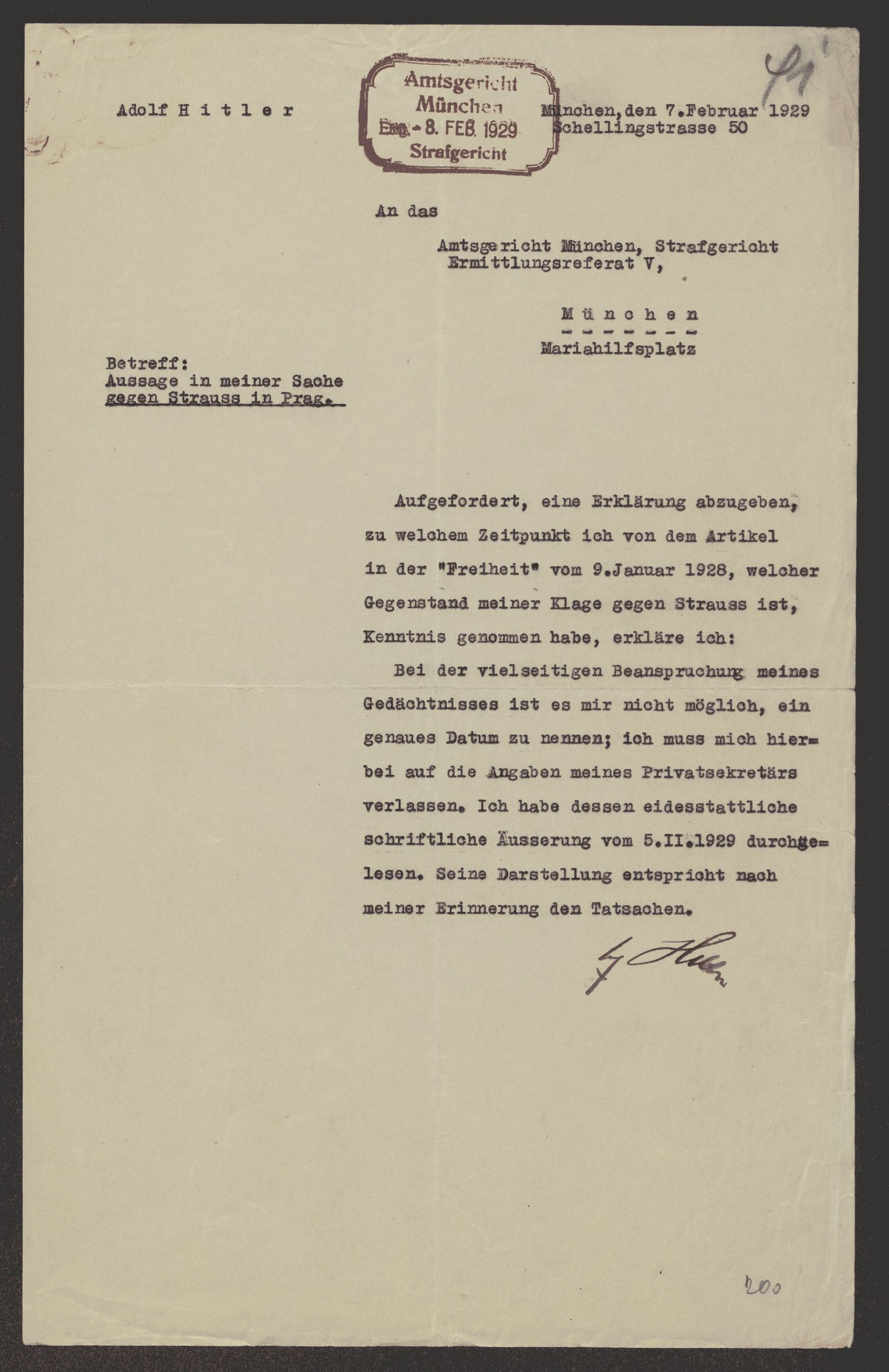
Adolf Hitlers Aussage gegen Emil Strauss 1929 (SOA Praha)

Strauß stammte aus einer alten jüdischen Prager Familie. Er besuchte die Staatsoberrealschule in Prag und studierte ab 1908 an der Deutschen Universität in Prag, wo er 1912 promoviert wurde. Anschließend war er als Versicherungsbeamter tätig und engagierte sich in der Arbeiterbewegung. Am Ersten Weltkrieg nahm Strauß von 1915 bis 1918 als Soldat teil. In den folgenden Jahren arbeitete er als Journalist in Teplitz-Schönau, später in Prag, wo er von 1935 bis 1938 Chefredakteur der Zeitung Sozialdemokrat, war, der Zeitung der Deutschen Sozialdemokratischen Arbeiterpartei in der Tschechoslowakei (DSAP). Strauß war bis 1921 ein enger Mitarbeiter von Josef Seliger, dessen Tochter er heiratete. Er war einer der wichtigsten sozialdemokratischen Publizisten in der Tschechoslowakei. Ab 1924 lehrte er auch an der Hochschule für politische Wissenschaften in Prag. Er war im Deutschen Gewerkschaftsbund der Tschechoslowakei und im Parteivorstand der DSAP aktiv. 
Nach dem Einmarsch der deutschen Truppen wurde er Anfang April 1939 in Prag von der Gestapo verhaftet. Im Juni 1940 wurde er in das KZ Dachau deportiert, im Juli 1941 kam er ins KZ Buchenwald und im Oktober 1942 ins KZ Auschwitz, wo er ermordet wurde.

## Zeitgenössische Rezeption
„Die Geschichte eines Volkes wird am stärksten versinnbildlicht durch die Schicksale und Kämpfe der arbeitenden Menschen. Von diesem Gesichtspunkt aus hat Emil Strauß die Geschichte der deutschböhmischen Arbeiterbewegung geschrieben.“

## Schriften (Auswahl)
- Einführung in die Geschichte der Tschechen. Druck- und Verlagsanstalt, Teplitz-Schönau 1920.
- Wirtschaftskunde. Zentralgewerkschaftskomm. des Deutschen Gewerkschaftsbundes in der Tschechoslowakei, Reichenberg 1921.
- Tschechoslowakische Geschichte, Prag 1924.
- Geschichte der deutschen Sozialdemokratie Böhmens. Verlag des Parteivorstands der Deutschen sozialdemokratischen Arbeiterpartei in der Tschechoslowakischen Republik.
  - Bd. 1: Die Entstehung der deutschböhmischen Arbeiterbewegung. 1925.
  - Bd. 2: Von Hainfeld bis zum Weltkriege. 1926.
- Bauernelend und Bauernaufstände in den Sudetenländern. Verlag des Parteivorstands der Deutschen sozialdemokratischen Arbeiterpartei in der Tschechoslowakischen Republik. Prag 1929.
- mit Josef Hofbauer: Josef Seliger: Ein Lebensbild. Parteivorstand der Deutschen sozialdemokratischen Arbeiterpartei in der Tschechoslowakischen Republik, Prag 1930.
- Sowjetrußland und die Arbeiterklasse. Zentralstelle für das Bildungswesen der Deutschen Sozialdemokratischen Arbeiterpartei in der Tschechoslowakischen Republik, Prag 1933.
- Die Entstehung der Tschechoslowakischen Republik. Orbis, Prag 1934 (Digitalisat).
- Tschechoslowakische Außenpolitik. Eine geschichtliche Einführung. Orbis, Prag 1936.